# Redwood (Oregon)
Redwood és una concentració de població designada pel cens dels Estats Units a l'estat d'Oregon. Segons el cens del 2000 tenia 5.844 habitants.

## Demografia
Segons el cens del 2000, Redwood tenia 5.844 habitants, 2.390 habitatges, i 1.684 famílies. La densitat de població era de 466,2 habitants per km².
Dels 2.390 habitatges en un 30,5% hi vivien nens de menys de 18 anys, en un 54,5% hi vivien parelles casades, en un 11,7% dones solteres, i en un 29,5% no eren unitats familiars. En el 24% dels habitatges hi vivien persones soles l'11,4% de les quals corresponia a persones de 65 anys o més que vivien soles. El nombre mitjà de persones vivint en cada habitatge era de 2,42 i el nombre mitjà de persones que vivien en cada família era de 2,84.
Per edats la població es repartia de la següent manera: un 24,7% tenia menys de 18 anys, un 5,8% entre 18 i 24, un 26,5% entre 25 i 44, un 21,5% de 45 a 60 i un 21,4% 65 anys o més.
L'edat mediana era de 40 anys. Per cada 100 dones de 18 o més anys hi havia 90,1 homes.
La renda mediana per habitatge era de 33.310 $ i la renda mediana per família de 36.922 $. Els homes tenien una renda mediana de 29.750 $ mentre que les dones 21.270 $. La renda per capita de la població era de 15.025 $. Aproximadament el 10,3% de les famílies i el 12,8% de la població estaven per davall del llindar de pobresa.

## Poblacions properes
El següent diagrama mostra les poblacions més properes.